# Nakalipithecus nakayamai
El nakalipiteco (Nakalipithecus) es un género extinto de mamífero primate de la familia Hominidae que vivió a principios del Mioceno superior (hace unos diez millones de años) en lo que hoy en día es Kenia. Representada por una única especie (Nakalipithecus nakayamai), ésta fue descrita a partir de un maxilar y once dientes fósiles descubiertos en 2005 por un equipo de investigadores japoneses y kenianos en la región de Nakali (norte de Kenia). El género recibió el nombre de simio de Nakali. El espécimen encontrado fue fechado en 2007 y las pruebas del Ar39-Ar40 lo datan entre hace 9,8 y 9,9 millones de años.

## Características
Los dientes fósiles estaban cubiertos de esmalte grueso, lo que sugiere que la dieta de este homínido incluía una considerable cantidad de objetos duros, posiblemente, nueces o semillas. De acuerdo con investigadores de la Universidad de Kioto, Nakalipithecus está muy próximo de ser el último ancestro común entre gorilas, chimpancés y humanos. Por lo tanto, podría ser considerado un miembro basal de la subfamilia homininae, antes de que se dividiera en los tres linajes vivos de hoy en día. El Nakalipithecus también se asemeja al género Ouranopithecus, otra especie de homínidos prehistóricos encontrados en la actual Grecia.
Estudios recientes sugieren que Nakalipithecus estaría relacionado con el género extinto Chororapithecus y que formaría parte de la tribu Gorillini, el linaje que conduce a los gorilas.
Probablemente era un animal un poco más pequeño que las hembras de gorila y debía vivir en zonas boscosas, debido a los descubrimientos de fósiles de otras especies animales.

## Importancia del descubrimiento
El nakalipiteco es importante en el estudio de la evolución por dos motivos diferentes. Por un lado, el nakalipiteco y el ouranopiteco (encontrado en Grecia) sostienen la teoría de que los linajes evolutivos de los chimpancés y los humanos se separaron hace al menos ocho millones de años. Por otra parte, también apoya la teoría de que la evolución temprana de los humanos y sus parientes cercanos se desarrolló completamente en África. Debido a la falta de fósiles de homínidos africanos en el periodo comprendido entre hace quince y hace seis millones de años, había una teoría alternativa que decía que la evolución de los hominoideos había comenzado en África, pero que se extinguieron hace unos quince millones de años. Antes de extinguirse en el continente africano, la superfamilia se habría extendido hacia el sur de Asia y Europa, donde se han encontrado bastantes fósiles de homínidos de este periodo. Según la teoría, los hominoideos habrían vuelto a colonizar África desde Asia entre hace ocho y hace seis millones de años. Sin embargo, el descubrimiento del nakalipiteco (junto con el del Samburupithecus y el Chororapithecus) parece confirmar la idea de que nunca llegaron a abandonar completamente África.